# Добрунь (Брянський район)
Добру́нь (рос. Добрунь) — село в Брянському районі Брянської області, Росія.
Село розташоване за 11 км на південний захід від міста Брянськ на річці Десна, притоці Дніпра.
Чисельність населення села в 2002 році становила 4 207 осіб, а в 2010 — 4 516 осіб.